# 原田泰
原田 泰（はらだ ゆたか、1950年9月1日 - ）は、日本の経済学者、エコノミスト、名古屋商科大学ビジネススクール教授。日本銀行政策委員会審議委員、早稲田大学政治経済学術院公共経営研究科教授、大和総研チーフエコノミストを歴任。経済学（学習院大学）博士。研究分野は経済政策。
岩田規久男とともに、「リフレ派」の一人とされる。バブル崩壊直後より一貫して日本銀行の金融政策を批判していた。

## 来歴
- 1950年、東京都生まれ[1]。

### 学歴
- 1974年 東京大学農学部農業経済学専攻卒業[8]
- 1979年 ハワイ大学マノア校校経済学研究科修士課程修了（経済学修士）（イースト・ウエスト・センター）[8]
- 2012年6月 経済学博士（学習院大学（乙第154号）、学位請求論文『昭和恐慌における金融政策の役割』）[9]

### 職歴
- 1974年 経済企画庁入庁
ハワイ大学大学院留学、外務省出向（在タイ大使館一等書記官[10]）などを経て、同庁で国民生活調査課長、海外調査課長、財務省財務総合政策研究所次長[11]等を歴任。
主な上司に加藤雅がおり経済白書の執筆にも携わる。
- 2004年3月31日 内閣府退官、大和総研就職。
2004年4月1日 チーフエコノミスト
2008年4月1日 常務理事チーフエコノミスト
2010年4月1日 専務理事チーフエコノミスト
2011年4月1日 顧問
- 2011年 東京財団上席研究員（客員）
- 2012年3月31日 同社退社、早稲田大学政治経済学術院特任教授
- 2015年3月26日 同大学退職、日本銀行政策委員会審議委員
- 2020年3月25日 日本銀行政策委員会審議委員を任期満了に伴い退任

### 受賞
- 2004年 第47回日経・経済図書文化賞受賞（『昭和恐慌の研究』（岩田規久男、中澤正彦他との共著）、東洋経済新報社、2004年による）
- 2008年 石橋湛山賞を受賞する[12]。

## 公益活動
- 内閣府経済社会総合研究所『経済分析』編集委員、編集評議委員
- 政策分析ネットワーク『政策分析』共同編集長
- 政策分析ネットワーク共同代表
- 内閣府経済社会総合研究所「バブルの発生・崩壊からデフレ克服までの日本経済とマクロ経済政策に関する研究会」分科会委員
- 政策分析ネットワーク賞選考委員
- 行政刷新会議分科会（ワーキンググループ）事業仕分け（評価者）
- 内閣府男女共同参画会議専門委員

など

## 人物
- 内閣府（旧経済企画庁）の官庁エコノミスト時代は『経済白書』の執筆にも携わった[13]。かつては「企画庁の文豪」と呼ばれていた[14]。
- 2015年2月5日、政府は原田を日銀審議委員に充てる国会同意人事案を衆参両院に提示した[15][16]。民主党は国会の同意人事で原田について「党の政策と見解を異にする」とし、不同意とすることを決めた[17]。2015年2月25日、政府の同意人事案は可決し、原田の日銀審議委員就任が決まった[3]。

## 主張

### デフレと円高
金融政策によって過度な円高・デフレを防ぎ、日本の経済を成長させる重要であるとしている。

### 雇用と賃金
日本の雇用・賃金について「重要なのは、増税と金融引き締めのショックを無用に与えないことと、誤った格差対策をとらないことである。格差は構造改革のせいという意見があるが、証拠がない。稼いでいる人の足を引っ張るのではなく、頑張ってもうまくいかなかった人を助けるのがあるべき格差対策である」「（2007年の）日本経済が良い要因は雇用の拡大にある。雇用が増えたのは賃金上昇を抑えたからである。賃金が上がらずに雇用が増えたのはジレンマだが、仕方がない。賃金を上げれば、失業率が高かった元に戻ってしまう。2002年までの『失われた10年』の間は、景気が悪いのに賃金が上がり続けた」と述べている。
若者の格差拡大は景気低迷によるものであり、景気が回復すれば格差は縮小すると主張している。2009年の時点で高齢者への社会保障支出を削減し、若者負担の軽減を主張している。

### 消費税と社会保障
消費税と社会保障について「日本の財政状況は異常であり、財政赤字を削減する必要がある。そのためにも、高齢者1人当たりの社会保障支出を抑制することは避けられない。それを怠った先に待っているのは、とんでもない大増税である」「財政赤字を消費増税によって賄おうという議論はいいが、増税分を社会保障に回すとの考えは根本的に間違っている」「消費税増税で物価が上昇するとき、年金や医療など社会保障給付を物価スライドさせれば、税収が増える一方で歳出も増える。消費税増税分の物価スライドを実施したのでは、必要になる消費税率の引上げ幅がますます大きくなってしまう。社会保障給付について消費税増税分の物価スライドを行わず、実質給付を引き下げる必要がある」と述べている。

### 財政政策
経済学の原理から、バラマキ政策は正しいとする一方で、国が景気対策をする場合公共事業をやるよりも給付金を配った方がよいとしている。公共事業について「公共事業はお金がかかり過ぎるし、鉄とかコンクリートにしかならない」と述べている。

### 環境問題
環境問題について「CO2をどうしても減らす必要があるなら、日本で減らさなくても、地球全体で減らせばよい。日本のまわりには中国やロシアのようにエネルギー効率が悪くてCO2を大量に排出している国がある。これらの国に技術援助してCO2排出量を減らせば、地球全体では低いコストでCO2を減らせる」と述べている。

### 原子力発電所
原子力発電所について「原発を推進してきた経済産業省は、原子力は他の発電方法に比べて安価なのではなくて、同等だと言っている。しかも、福島での事故が起きた後ではなくて、従来からそうだったと言っている。さらに、コスト計算に廃炉や使用済み核燃料の処理コスト、原発立地促進のために地元自治体に支払う交付金、送電費用、出力を調整することができないために必要となる揚水発電のコスト、原子力安全・保安院など規制官庁のコストなどは、十分に考慮されていない。勿論、事故が起こった場合の補償費などは入っていない」「原子力を3割も使っている日本の電力料金は世界的に高い」「政府がコストに利益を乗せて電力料金を決めてくれる総括原価方式を採用してくれている限り、利益が必ず上がる。原発と利益とは本来は関係がない。普通に考える限り、原発は企業にとって割が合わない。現に、総括原価主義がなく電力市場も競争的なアメリカでは、1996年以降原発は建設されていない。総括原価主義がなければ、誰も原発など造れない」「日本国外のエネルギーに依存しないために原発を使うとしても、電力の25%しか賄えない。原発がなければ核技術を維持できないという議論については、どうしても必要なら、原発を一つだけ残しておけば良い。日本経済は、脱原発では大きな打撃を受けないが、再生可能エネルギーに転換することで大きな打撃を受ける可能性がある」と述べている。

### TPP
日本のTPP参加に賛成している。

## 日本銀行政策委員会審議委員として
2015年3月26日、宮尾龍蔵審議委員の後任として、日本銀行政策委員会審議委員に就任。
就任後、初めて出席した2015年4月7日・8日の金融政策決定会合では、量的金融緩和政策に賛成した。2016年1月28日・29日の金融政策決定会合ではマイナス金利導入に賛成した。

### ヒトラーの財政・金融政策への評価
2017年6月29日、東京都内で行った講演においてヒトラーのとったケインズ的経済政策を評して「ヒトラーが正しい財政・金融政策をやらなければ、一時的に政権を取ったかもしれないが、国民はヒトラーの言うことをそれ以上、聞かなかっただろう。彼が正しい財政・金融政策をしてしまったことによって、なおさら悲劇が起きた。ヒトラーより前の人が、正しい政策を取るべきだった」と語った。
この講演の趣旨は世界的に報じられ、ユダヤ人権団体サイモン・ウィーゼンタール・センターはこれを非難する声明を発表した。これを受けて、翌6月30日には「ヒトラーの政策を正当化する意図は全くない」が、「一部に誤解を招くような表現があったことについては、心よりお詫び申し上げたい」と謝罪した。

## 著書

### 単著
- 『アメリカの夢と苦悩-エコノミストの留学体験記』東洋経済新報社、1982年
- 『経済政策論の神話』有斐閣、1984年
- 『経済学で考える』日本評論社、1985年
- 『タイ経済入門-5番目のNIESを目指す国』日本評論社、1988年
- 『テラスで読む戦後トピック経済史』日本経済新聞社、1992年
- 『テラスで読む日本経済の原型』日本経済新聞社、1993年。改題『世相でたどる日本経済』日経ビジネス人文庫、2005年
- 『狂騒と萎縮の経済学』東洋経済新報社、1993年
- 『経済学の冒険-通説の裏側に真実が見える』日本経済新聞社、1994年
- 『日米関係の経済史』ちくま新書、1995年
- 『図解 デフレのしくみ』中経出版、1996年
- 『入門経済学 経済記事を読みこなす基礎知識』日本実業出版社、1996年
- 『日本経済の敗北-復活への戦略』ダイヤモンド社、1996年
- 『公務員試験 経済学スーパー解法テクニック-経済学を捨てないための秘術』実務教育出版、1996年
- 『ビッグバン 先発6ヵ国で何が変わったか』中経出版、1998年
- 『1970年体制の終焉』東洋経済新報社、1998年
- 『図解 アジア経済』東洋経済新報社、1999年
- 『日本の失われた十年』日本経済新聞社、1999年
- 『都市の魅力学』文春新書、2001年
- 『人口減少の経済学 少子高齢化がニッポンを救う！』PHP研究所、2001年
- 『日本の「大停滞」が終わる日』日本評論社、2003年
- 『奇妙な経済学を語る人びと』日本経済新聞社、2003年
- 『「大停滞」脱却の経済学 デフレに勝つことが構造改革だ！』PHP研究所、2004年
- 『デフレはなぜ怖いのか』文春新書、2004年
- 『日本国の原則』日本経済新聞出版社、2007年。日経ビジネス人文庫、2010年 ※石橋湛山賞受賞。
- 『コンパクト日本経済論』新世社、2009年
- 『日本はなぜ貧しい人が多いのか--「意外な事実」の経済学』新潮選書、2009年
- 『なぜ日本経済はうまくいかないのか』新潮選書、2011年
- 『なにが日本経済を停滞させているのか』毎日新聞社、2011年
- 『震災復興 欺瞞の構図』新潮新書、2012年
- 『若者を見殺しにする日本経済』ちくま新書、2013年
- 『日本を救ったリフレ派経済学』日本経済新聞出版社「日経プレミアシリーズ」、2014年
- 『ベーシック・インカム』中公新書、2015年
- 『反資本主義の亡霊』日本経済新聞出版社「日経プレミアシリーズ」、2015年
- 『デフレと闘う　日銀審議委員、苦闘と試行錯誤の5年間』中央公論新社、2021年

### 共著
- 『不思議の国日本経済入門Q&A』（土肥原洋との共著）東洋経済新報社、1982年
- 『国際化時代の日本経済』（米沢義衛との共著）有斐閣、1985年
- 『日本経済 発展のビッグ・ゲーム―レント・シーキング活動を越えて』（香西泰との共著）東洋経済新報社、1987年
- 『100の数字で読む日本経済入門〈1989年版〉』（経済企画庁データウォッチ研究会との共著）かんき出版、1989年
- 『基礎テキスト 銀行・証券・保険の最前線』（市来治海との共著）日本経済新聞社、1990年
- 『基礎テキスト 日本の経済指標入門 』（駒井正晶との共著）日本経済新聞社、1991年
- 『土地・住宅の経済学―土地神話のトリック』（井上裕行との共著）日本評論社、1991年
- 『高齢化の中の金融と貯蓄』（高山憲之との共著） 日本評論社、1993年
- 『なぜ市場開放が必要なのか―新段階をむかえた日本経済』（中北徹、浦田秀次郎との共著）三田出版会 、1993年
- 『90年代の金融政策』（貝塚啓明との共著）日本評論社、1993年
- 『21世紀への日本経済の改革』嵯峨野書院、本間正明、吉田和男、伊藤正一、加護野忠男、21世紀日本フォーラムとの共著）東洋経済新報社、1995年
- 『日本的雇用と国民生活-企業・家族・教育・年金への影響』（八代尚宏との共著）東洋経済新報社、1998年
- 『タイ経済入門―急ぎすぎた失敗からの再挑戦』（井野靖久との共著）日本評論社、第2版、1998年
- 『なぜ市場開放が必要なのか―新段階をむかえた日本経済』（中北徹、浦田秀次郎との共著） 三田出版会、1999年
- 『最新・アジア経済と日本―新世紀の協力ビジョン』（トラン・ヴァン・トゥ、関志雄との共著） 日本評論社、2001年
- 『日本経済再生の視点―経済政策形成の現場から』（小峰隆夫、宮崎勇との共編著）東洋経済新報社、2001年
- 『デフレ不況の実証分析-日本経済の停滞と再生』（岩田規久男との共著）東洋経済新報社、2002年
- 『平成大不況克服』（平泉渉、田中努、水上万里夫、野村誠、鹿島平和研究所との共著）勉誠出版、2003年
- 『昭和恐慌の研究』（岩田規久男、中澤正彦他との共著、日経・経済図書文化賞受賞）東洋経済新報社、2004年
- 『長期不況の理論と実証』（浜田宏一他との共編著）東洋経済新報社、2004年
- 『人口減少社会は怖くない』（鈴木準との共著）日本評論社、2005年
- 『2007年団塊定年！日本はこう変わる』（鈴木準、大和総研との共著）日本経済新聞社、2006年
- 『物価迷走--インフレーションとは何か』（神田慶司との共著）角川書店、2008年
- 『世界経済同時危機-グローバル不況の実態と行方』（大和総研との共著）日本経済新聞出版社、2009年
- 『新社会人に効く日本経済入門』（大和総研との共著）毎日新聞社、2009年
- 『データで見抜く日本経済の真相 日本は決して終わらない』（大和総研との共著）日本実業出版社、2010年
- 『昭和恐慌と金融政策』（佐藤綾野との共著）日本評論社、2012年
- 『リフレが日本経済を復活させる』（岩田規久男、浜田宏一との共編著）中央経済社、2013年
- 『TPPでさらに強くなる日本』（東京財団との共著）PHP研究所、2013年
- 『日本経済は復活するか』（田中秀臣他との共著）藤原書店、2013年